# Difamação
Difamação constitui um dos crimes contra honra, com a sua previsão no art. 139 do Código Penal, consistindo em imputação de fatos ofensivos à vítima, desse modo, o bem jurídico protegido é a honra objetiva, em outras palavras, o foro externo do indivíduo e sua imagem para com a sociedade, por consequência, a veracidade do fato é pormenorizado, assim, o que, de fato, importa para o delito da difamação é a imputação do ocorrido à pessoa, independentemente se tal fato é verídico ou não. Nesse sentido, estatui-se em um grau menor que a calúnia.
Art. 139. Difamar alguém, imputando-lhe fato ofensivo à sua reputação:
Pena - detenção, 3 (três) meses a 1 (um) ano, e multa."''
  Exceção da verdade        Parágrafo único - A exceção da verdade somente se admite se o ofendido é funcionário público e a ofensa é relativa ao exercício de suas funções.

## Classificação Doutrinária[1]
Este crime não foge as normalidades do sujeito ativo e passivo, molda-se como um delito formal, doloso, comissivo, praticado de forma livre, monossubjetivo, uni ou plurissubsistente, por fim, transeunte.

### Objeto Material e Bem Juridicamente Protegido[2]
O bem jurídico tutelado através dessa tipificação é a honra objetiva, a imagem da vítima no meio social. Nesse viés, a previsão legal visa coibir atos, sejam verbais/escritos, sejam verídicos ou não, por consequência, atos que manchem a honra da vítima, impedindo qualquer forma de desprezo ou depreciação face terceiros, mantendo incólume o respeito. Desse modo, o objeto material é a própria vítima, ou, a pessoa que sofre a imputação desses fatos, cabe ressaltar que os mesmos devem se sustentar pelo princípio da razoabilidade.

### Sujeito Ativo e Sujeito Passivo
Por ser um crime comum, a adjetivação, tanto do sujeito ativo, quanto do sujeito passivo, não circunscreve qualquer especificação, assim, o crime pode ser praticado por qualquer pessoa, como também qualquer pessoa pode ser a vítima. Aludindo ao estatuto repressivo, este não menciona especificamente quem pode ser difamado, sendo assim, o polo passivo da ação pode configurar uma pessoa física/jurídica, ou, até um inimputável em geral, já que o instituto da honra é um bem inerente à personalidade do sujeito  

### Consumação e Tentativa
A caracterização da consumação do delito ocorre, a partir do momento que terceiros, não sendo vítima, tomam ciência da imputação dos fatos, pois é somente após esse momento que o respeito e a honra no meio social são manchados. Nesse sentido, a vítima tem o direito de interpor a ação penal contra o autor, com o prazo de 6 (seis) meses, antes da sua decadência, ainda que tal prazo decadencial, começa a fluir, somente, quando a vítima é cientificada sobre a origem/identidade do autor que proferiu os fatos, em sintonia com o diploma do art. 38 do Código de Processo Penal. Em outro diapasão, o dia da consumação do crime influi em outra contagem, o prazo prescricional do crime, como subscreve o art. 111, I, do Código Penal.  
Agora, acerca da tentativa do crime de difamação, a análise dos meios inerentes ao delito é imprescindível para averiguar a sua concretude. Dessa forma, caso constitua um crime com somente um ato, monossubsistente, a tentativa não é apreciada, pois o iter criminis não poderá ser divido, tal qual a difamação verbal, uma vez que proferida, chega ao conhecimento dos terceiros atingindo a reputação da vítima, ou, não se consuma mediante o silêncio do autor. Em outra via, caso constitua um crime com mais de um ato, plurissubsistente, a tentativa é aceitável, desde que o meio utilizado seja escrito, já que apenas em tal perspectiva, vislumbra-se a possibilidade de os fatos imputados não chegarem ao conhecimento do autor, como por exemplo o extravio, diante circunstâncias alheias à vontade do autor, de uma carta contendo imputações.    

### Elemento Subjetivo[2]
O tipo somente admite a concepção dolosa, nas formas eventual ou direta, ou seja, a ação consciente do indivíduo em prejudicar terceiro. Logo, através do crime, o dano visa atingir a honra objetiva e desestruturar/macular a reputação do indivíduo. Excepcionalmente, caso a imputação/divulgação de fatos ocorram por um viés de brincadeira, com o animus jocandi, o dolo é afastado, porém, integralmente, não é sustentado pelos braços legais a forma de difamação dolosa.

### Divulgação ou Propalação
Apesar de inexistir qualquer previsão legal para o crime de difamação, tal qual visto no art. 138, §1°, do Código Penal, para o delito de calúnia, todavia essa falta de taxatividade não impede a punição daquele que divulgue/propale uma difamação, pois aquele que leva a diante os fatos, mesmo conhecendo a atribuição negativa a honra objetiva da vítima através de terceiros, também difama.  

### Exceção da verdade
Como para este tipo de crime o dano ocorrerá independentemente da veracidade da afirmação, somente se admite a exceção da verdade (alegação do réu de que o fato imputado é verídico) como defesa se a difamação for contra servidor público e a ofensa é relativa ao exercício de sua funções (parágrafo único, art. 139 do CP).

### Imunidade dos Advogados e Parlamentares
Certos profissionais gozam de proteção legal contra o crimes de difamação. Advogados, por exemplo, têm uma salvaguarda profissional estabelecida no artigo 7º, §2 do Estatuto da Advocacia. A Constituição Federal garante a inviolabilidade dos advogados em relação às suas ações e declarações no âmbito profissional.
Da mesma forma, os membros do parlamento, incluindo senadores e deputados, têm proteção legal contra crimes contra a honra, conforme estipulado no artigo 53 da Constituição Federal. Esta proteção também se estende aos vereadores, de acordo com o artigo 29, VIII da nossa Constituição.
No entanto, vale ressaltar que essa imunidade é relativa e não se aplica em situações de excesso ou quando a ação não está vinculada à função profissional.

### Rito
É considerado crime de menor potencial ofensivo para os fins da Lei 9.099/1995, sendo competente o Juizado Especial Criminal, pois com a Lei 10.259/2001, tal rito passou a ser aplicável para os delitos com rito especial que tenham pena privativa de liberdade máxima não superior a 2 (dois) anos, cumulada ou não com multa. Assim, é possível a composição dos danos e a transação penal regidos pela Lei 9.099/1995. Em ambas as hipóteses, não caracteriza antecedentes criminais.
Porém em caso de concurso material, formal ou continuidade delitiva, cujo máximo da pena aumentada pelos concursos ultrapasse o patamar de dois anos, não será crime de menor potencial ofensivo. Nessa hipótese, o feito seguirá pelo rito especial do art. 519 e seguintes do Código de Processo Penal (CPP). Não obstante, esse dispositivo não mencione a difamação, mas apenas os crimes de calúnia e injúria, a doutrina afirma que tal rito se aplica a todos delitos contra a honra, pois antes do CP de 1940, não era considerada tipo penal autônomo, segundo Guilherme de Souza Nucci, in Código de Processo Penal Comentado, 5ª edição. RT, São Paulo, 2006.
Nessas circunstâncias, se o feito tiver sido encaminhado ao Juizado Especial, cabe ao ofendido alegar a incompetência do juízado como preliminar de sua representação ou queixa, cumprindo ao Magistrado proferir decisão imediata, antes de iniciar a audiência preliminar sobre a possibilidade de composição dos danos. Se em fase recursal ou de exceção de incompetência, vier a ser reconhecida a incompetência do Juizado Especial, qualquer ato realizado será nulo, pois conduzido por juiz absolutamente incompetente. Nesse sentido já decidiu o STJ: CC 51.537/DF, julgado em 13.09.2006.

## Portugal
Do Título I, "Dos crimes contra as pessoas", Capítulo VI, "Dos crimes contra a Honra", Artigo 180.º "Difamação", do Código Penal Português, diz:
1. Quem, dirigindo-se a terceiro, imputar a outra pessoa, mesmo sob a forma de suspeita, um facto, ou formular sobre ela um juízo, ofensivos da sua honra ou consideração, ou reproduzir uma tal imputação ou juízo, é punido com pena de prisão até 6 meses ou com pena de multa até 240 dias.
2. A conduta não é punível quando:  1. A imputação for feita para realizar interesses legítimos; e
  2. O agente provar a verdade da mesma imputação ou tiver tido fundamento sério para, em boa fé, a reputar verdadeira.
3. Sem prejuízo do disposto nas alíneas b), c) e d) do n.º 2 do artigo 31.º deste Código, o disposto no número anterior não se aplica tratando-se da imputação de facto relativo à intimidade da vida privada e familiar.
4. A boa fé referida na alínea b) do n.º 2 exclui-se quando o agente não tiver cumprido o dever de informação, que as circunstâncias do caso impunham, sobre a verdade da imputação.
5. Quando a imputação for de facto que constitua crime, é também admissível a prova da verdade da imputação, mas limitada à resultante de condenação por sentença transitada em julgado.